# Армяно-турецкая война (1918)
Армяно-турецкая война — вооружённый конфликт между Османской империей и Первой Республикой Армения в ходе турецкого вторжения на Кавказ.

## Предыстория

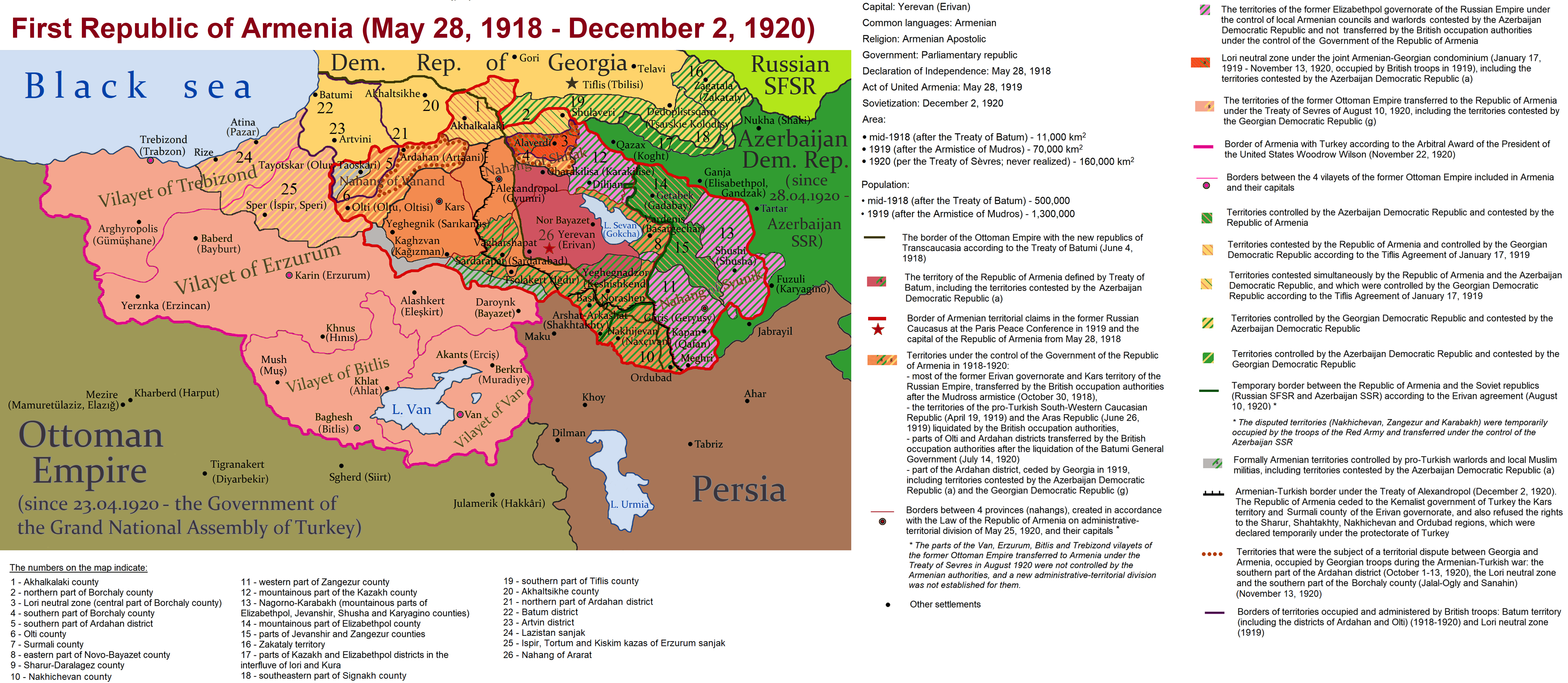
Первая республика Армения

В начале 1918 года практически ежедневно стали происходить масштабные столкновения азербайджанцев и армян в Эриванской и Елизаветпольской губерниях, были зафиксированы первые поджоги азербайджанских и армянских селений. Негативную роль в нагнетании напряженности в Закавказье сыграла Турция, представители которой вели среди мусульманского населения активную агитацию. Как результат в условиях политической борьбы и анархии, действия турецких агентов стали одним из главных инструментов разжигания межнациональной розни. Грузинский политик, один из лидеров меньшевиков, А. Чхенкели отмечал, что «вооруженное мусульманское население, придерживаясь турецкой ориентации, называет себя турецкими солдатами и терроризирует своими анархическими проявлениями все христианское население». Проведенное в Тифлисе совещание национальных советов армян и мусульман ни к чему ни привело, напряженность продолжала нарастать.
Тем временем в январе 1918 года, нарушив заключённое в декабре 1917 перемирие, турецкие войска под предлогом защиты мирных мусульман, воспользовавшись развалом фронта и слабостью Закавказья, начали наступление и приблизились к границам Закавказья. 3 марта 1918 года между Турцией и большевистской Россией был подписан Брестский мир, по которому русские войска должны были оставить Ардаганский, Карсский и Батумский округа. Закавказский сейм не признал договор и начал в марте в Трапезунде сепаратные переговоры с Турцией, которые результата не дали. Турция отвергнув все предложения, начала военное наступление, сопровождавшееся резней армян.
Надеясь на заключение мира, А. Чхенкели, не поставив в известность сейм и армянских министров из своего правительства, приказал генералу Ф. Назарбекову передать туркам Карс, который по оценкам специалистов мог сдерживать натиск превосходящих сил турок несколько месяцев. Решение сдать крепость вызвало панику среди гражданского населения города. В течение нескольких часов тысячи армян бежали на восток к границам Эриванской губернии. 25 апреля 1918 года части Оттоманской 3-й армии вошли в крепость и захватили её огромные запасы оружия и снаряжения. Армянские лидеры в Тифлисе, с опозданием узнав о скрытом манёвре Чхенкели, отказались от своих портфелей в его кабинете и потребовали его отставки. Добровольная сдача Карса не остановила турецкие войска, которые продолжили свое наступление. С потерей Карса у армянских сил исчезла возможность эффективной обороны, и 28 апреля они вынуждены были отступить за Арпа-чай, к границе 1877 года. В это же время Закавказский сейм, несмотря на противодействие армянской делегации, считавшей неуместным разрыв с Россией, заявил о независимости Закавказья и создании Закавказской демократической федеративной республики. Меньшевик Акакий Чхенкели, которого в связи со сдачей Карса представители армян требовали снять с должности, не только не лишился её, но и в новосозданной Закавказской республике занял самый высокий пост. В созданном им правительстве грузины, также как и в сейме, заняли самые важные должности. Армяне, довольствовавшиеся второстепенными должностями, ради сохранения остатков Восточной Армении были вынуждены продолжить сотрудничество в рамках независимого государства.
11 мая 1918 года в Батуме начались переговоры между Турцией и Закавказской федерацией. Правительство последней в лице премьер-министра А. Чхенкели было готово принять все положения Брест-Литовского договора. Однако представитель Турции Халил-Бей заявил, что теперь этого недостаточно. По его словам, старые условия неприемлемы, так как после конференции в Трабзоне произошли вооруженные столкновения. Турецкий представитель предложил проект нового договора и потребовал его немедленного принятия. Теперь Турция претендовала не только на турецкую Армению и районы Карс, Ардаган и Батум, но и на округа Ахалцих и Ахалкалак в Тифлисской губернии, а также западную часть Эриванской губернии, включая долину реки Аракс и железную дорогу Александрополь-Джульфа, проходящую вдоль границы с Персией. Более того, значительно урезанная Закавказская республика должна была полностью подчиниться Турции.
В то же время, не предоставив правительству Закавказья должного времени на принятие решения и не дождавшись ответа, турецкие власти отдали приказ о вторжении в Эриванскую губернию. 15 мая 1918 года турецкие войска после энергичной, но недолгой обороны армян, взяли Александрополь. Захват Александропольского уезда турками сопровождался резнёй армянских беженцев из Сарыкамыша, Карса, Ардагана, Олту и других местностей, оккупированных к тому времени турецкими войсками. Далее турецкая армия нанесла удар в южном направлении вдоль железной дороги Эривань-Джульфа и на восток вдоль линии Каракилиса-Тифлис-Баку. Спустя неделю турецкие войска и местные мусульманские вооруженные формирования с одной стороны почти окружили Эривань на одном фронте, а с другой напали на армянский город Каракилису (ныне Ванадзор), который фактически являлся воротами на Тифлис. Тем временем воодушевленная военными успехами турецкая делегация на переговорах в Батуме предъявила новый ультиматум Закавказской республике, согласно которому к уже имеющимся территориальным требованиям добавились требования отдать ещё большую часть Эриванской губернии. На принятие ультиматума турки отводили правительству А. Чхенкели 72 часа. Подобные условия были неприемлемы для армян — их принятие означало невозможность существования армянского народа. В то же время, пока в Закавказье шли активные боевые действия, Германия вела переговоры с Советской Россией о разделе сфер влияния на Кавказе. Планировалось, что бакинский регион будет находиться в сфере влияния России, а Германия получит исключительные преференции и доступ к энергорресурсам. Вторжение турок в регион значительно осложняло воплощение планов кайзеровской Германии в жизнь. Немецкие делегаты и уполномоченные лица требовали от Турции соблюдения условия Брест-Литовского мирного договора, добавляя что больше не будут оправдывать эксцессы Турции против местного христианского населения.
Эти требования ознаменовали собой окончание первого этапа действий Османской империи в Закавказье и начало второго. Легкий захват Карса и Батума убедил Энвер-пашу, что он может повторить своё пантюркистское наступление 1914 года. Двумя основными целями турок были захват Баку и оккупация Кавказского и Иранского Азербайджана. На фоне продолжающегося развала России были предложены более смелые схемы — вторжение в Закаспийскую область и Туркестан, а также организация панисламского восстания против англичан в Афганистане, южном Иране и северной Индии.
Армения и Грузия, по территориям которых проходили важные транспортные магистрали, были единственными препятствиями. Для армии Вехип-паши сломать сопротивление этих государств не представлялось сложным, однако нужно было больше войск, так как англичане не остались бы равнодушными к судьбе Баку и северного Ирана. Не исключалась также реакция на события советского правительства. Несмотря на опасное положение турецких войск в Палестине, 15-я пехотная дивизия, шедшая с Румынского фронта, была остановлена у Босфора для морской транспортировки в Батум. Больше чем в солдатах Энвер-паша нуждался в командующих, которые понимали его цели и могли их исполнить. Его сводный брат, Нури-паша был вызван из Триполитании, где он оказывал успешное сопротивление итальянцам, а дядя Халил-паша был назначен командующим группой армий «Восток», объединявшей действовавшие на Кавказе и в Месопотамии 3-ю и 6-ю армии и группу войск «Карс».
Союзница Турции Германия не одобряла пантюркистские планы Энвер-паши, имея собственные планы на Баку и Грузию. В последнюю для предотвращения турецкого наступления были введены германские войска. Но для армян ситуация была другой. Немцы не были заинтересованы в защите Армении и скорее даже поощряли турецкое наступление на Иран через Армению, которое могло остановить британские действия по отношению к Баку. С призрачными надеждами на британскую помощь армянам оставалось только сопротивляться турецкой армии. Более того, армяне боялись, что турецкое наступление приведёт к спонтанным восстаниям мусульманского населения Армении. Оказавшись лицом к лицу с неизбежным турецким вторжением с перспективой межнационального конфликта в тылу, армяне понимали, что даже капитуляция лишь отсрочит фактическое уничтожение армянского народа. Победа западных держав в войне казалась армянским наблюдателям в мае 1918 как минимум неопределенной. Между тем, турки спешили претворить в жизнь свои грандиозные планы, и пока переговоры и перемирие были всё ещё на повестке дня, турецкие войска перешли Арпачай.

## Силы сторон
К 15 мая 1918 для наступления в Закавказье Османская империя располагала 9 хорошо экипированными пехотными дивизиями — примерно между 55 и 60 тысячами солдат.
- 37-я и 5-я Кавказские дивизии II корпуса Кавказской армии, дислоцированные в Батуме и Олту.
- 36-я и 9-я Кавказские дивизии I корпуса Кавказской армии, дислоцированные между Карсом и Александрополем.
- 10-я дивизия I корпуса Кавказской армии в Ардахане.
- 11-я дивизия II корпуса Кавказской армии в резерве в Карсе.
- вокруг Дийадина и Баязита с патрулем в проходах Агры-дага 12-я дивизия IV армейского корпуса.
- на марше из Вана к Башкале и иранской границе 5-я пехотная дивизия IV армейского корпуса.
- в ожидании транспортировки из Стамбула в Батум 15-я дивизия.

Кроме того было несколько тысяч ополченцев, которые были полезны в горных операций для диверсий и подрыва линий коммуникаций.
Однако, ввиду осложнений в турецких планах, лишь 5 из 9 дивизий (30 000 человек) смогли принять участие в Закавказском наступлении. Таким образом, диспропорция сил между турками и армянами не была большой.
Против турок армяне могли поставить 20,000 солдат, кроме того, армянское командование располагало кавалерией в 1000 человек, разделенной на два полка, и более 50 полевых пушек.
Большая часть армянских войск состояла из добровольцев с опытом нерегулярной войны и отличным знанием местности, на которой должна была произойти битва, что должно было убедить армянских военачальников использовать партизанский стиль ведения войны. Под последней подразумевается не война гверильяс, которую проводят маленькие группы солдат, которые расходятся и собираются вновь, а война, проводимая мобильными компактными полками численностью в 500—1,500 человек с полевыми пушками и пулеметами. Территория Армении благоприятствовала партизанской войне — обе железные дороги и главные дороги, которые турки должны были защищать прежде, чем продолжить наступление на Баку, проходили вдоль долин, окруженных крупными горными массивами, легко обороняемыми маленькими и активными группами и в то же время укрывающую армянских крестьян и их скот с равнин. Для такой войны армяне имели превосходных военачальников, таких как Андраник, Дро и Амазасп. Партизанская стратегия не могла предотвратить взятия турками основных линий коммуникаций, но могла сделать их длительное использование сложным и опасным. Кроме того, партизанская стратегия соответстововала политической потребности армянской ситуации, так как она обеспечивала укрытием большую часть армянского крестьянского населения в местностях, трудных для захвата, в ожидании изменений в международной политике.
Партизанская война могла бы летом 1918 составить большие затруднения для турецкой армии. Однако, проблема была в том, что пока Армянский национальный совет продолжал экспериментировать в политике, армянские военачальники упорствовали в иллюзии, что командуют регулярной национальной армией и считали, что нужно маневрировать в соответствии с правилами регулярной войны.

## Военные действия

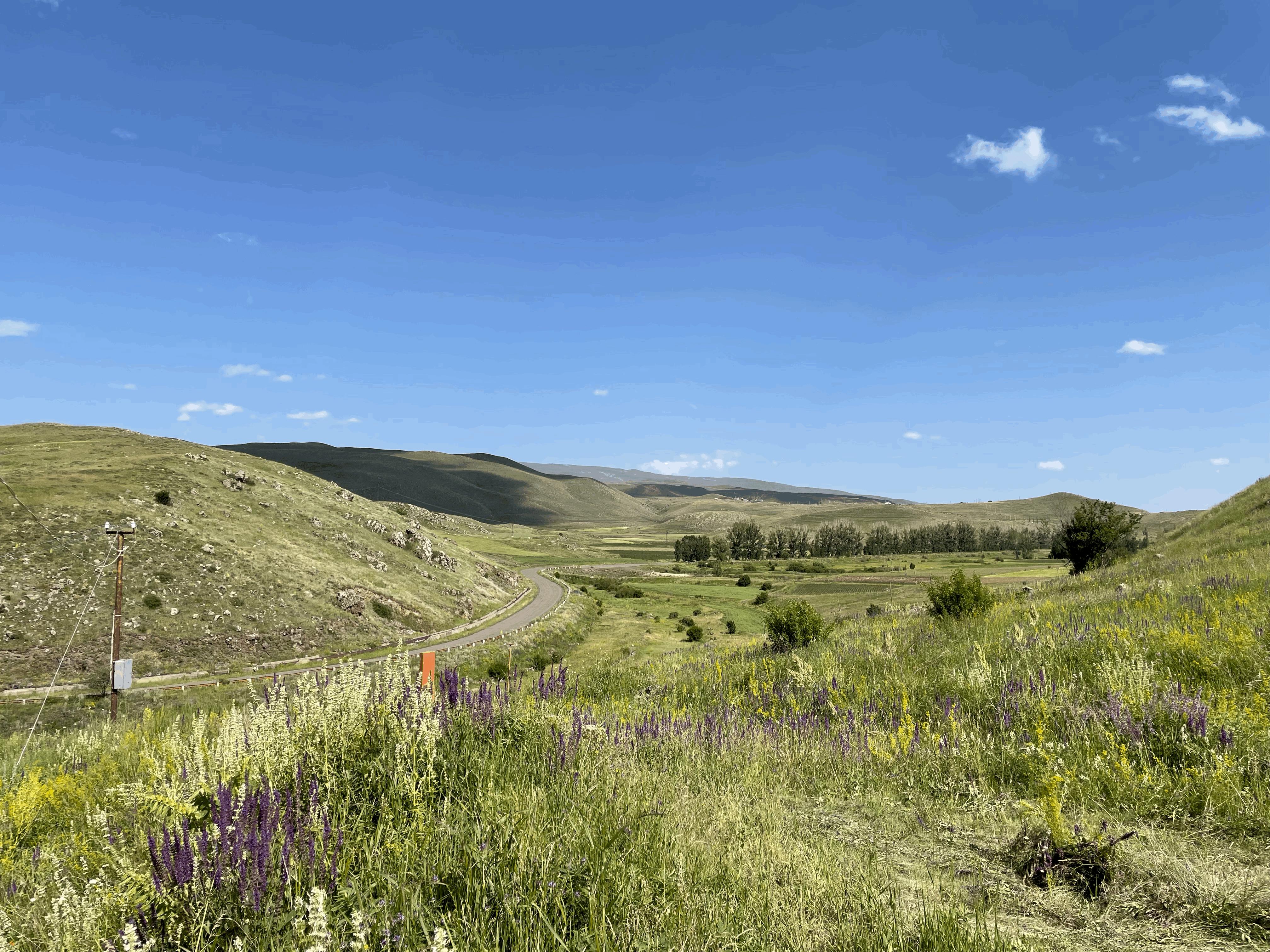
Дорога в районе села Сарнахбюр, по которой наступали османские части

Армян, все ещё ожидающих результатов переговоров в Батуме, внезапное начало второй фазы Закавказского наступления турецкой армии застало врасплох. В ночь с 14 на 15 мая турки на мирной конференции выдвинули ультиматум об эвакуации Александрополя в течение 24 часов и отступлении армянских войск к линии в 40 километрах от города. Не дожидаясь ответа, на рассвете 15 мая турецкие войска перешли Арпачай и начали наступление к шоссе Тифлис—Александрополь. Армянские войска начали спешно отступать из Александрополя в Дилижан. Бoльшое количество боеприпасов было оставлено врагу.
Штаб-квартира генерала Назарбекова находилась в Каракилисе, в городе в 56 км от Александрополя, через который проходило шоссе в Дилижан и железная дорога в Тифлис. Он издал следующие приказы:
- 1-й стрелковой дивизии (12 батальонов) и 8-му стрелковому полку (6 батальонов) держать линию к западу от станции Амамлы, где часть шоссе ответвляется к югу Эривани.
- Эрзерумскому, Эрзинджанскому, Хинисскому и Каракилисскому добровольческим полкам (8 батальонов) и 2 кавалерийским полкам (1000 сабель) двигаться на юг вдоль шоссе на Эривань в качестве подкрепления группы, базировавшейся в Эривани
- Лорийскому и Ахалкалакскому добровольческим полкам (4 батальона) под предводительством Андраника держать позицию у Гюллю-булака, где шоссе Александрополь—Тифлис разветвляется в сторону Тифлиса и Ахалкалаки.

Так как Эривань была столицей Армении отправка подкрепления в этом направлении была политически неизбежна; и главные войска в Амамлы по-прежнему имели возможность объединения с эриванской группой через шоссе Дилижан—Эривань. Фланговая группа Андраника у Гюллю-булака была хорошей идеей, но эти войска были слишком слабыми, чтобы быть эффективными в регулярных операциях.
Будучи в Александрополе, турки контролировали важный железнодорожный узел, в котором линия из Сарыкамыша и Карса объединялась с основной линией Тифлис—Джульфа. Тем не менее, было важно отбросить армянские войска, владеющие дорожной развязкой у Амамлы, которая контролировала альтернативный путь в Эривань и Эчмиадзин вокруг массива Алагёз. Турки также решили ударить по фланговой группе Андраника через дорожную развилку на Ахалкалаки и Тифлис.
5-я Кавказская дивизия начала наступление против Андраника, в то время как 36-я и некоторые части 9-й были задействованы против армянской линии перед Амамлы. Здесь, 21 и 22 мая, турки, будучи нaмного сильнее армян в пехоте, легко отбросили главные силы Назарбекова. Армянский командующий принял решение сконцентрировать войска у Каракилиса и стоять здесь насмерть. 24 мая один из его отрядов даже сумел контратаковать и отбросить турецкий авангард назад к Амамлы.
Между тем, 19 мая 5-я Кавказская дивизия захватила Гюллю-булак и затем перевал Карахач на дороге Александрополь—Тифлис. Андраник отступил к Воронцовке, преследуемый турками. От Воронцовки он свернул на юго-восток, в сторону Каракилиса, так как боялся быть отрезанным от главных сил. 22 и 23 мая силы Андраника сражались у Джелал-оглы, затем отступили к железнодорожной станции Дсех (в 40 км от Каракилиса).
Между тем вблизи Эривани генерал Силиков вёл собственную военную кампанию. 15 мая он сконцентрировал свои основные войска численностью от 6 до 7 тысяч у Эчмиадзина и Сардарапата. Он имел также сильный патруль к югу от реки Аракс в регионе Игдыр—Каракале, который входил в соприкосновение с заставами турецкого авангарда, захватившего Диядин, Баязет и перевалы Агры-дага. 1-й и 2-й ванские полки и кавалерийский полк были сконцентрированы на северном берегу реки Аракс для обороны мостов у Маркара и Каракале. Кроме того, 1000 хорошо вооруженных пехотинцев под командованием Дро было направлено к Баш-Апарану.
18—19 мая турки начали наступление с юга Аракса. 12-я дивизия развернулась на территории Агры-дага, расположив левый фланг в сторону Каракале и правый фланг в сторону Халфали у Игдыра. В то же время курдское ополчение появилось на северном берегу Аракса недалеко от Нахичевани. 20 мая части 12-й пехотной дивизии взяли Игдыр.
С 21 по 29 мая произошли битвы при Сардарапате и Баш-Апаране, в которых армяне одержали победу, не пропустив османскую армию к Эривани.
Hа севере основные армянские силы под командованием Назарбекова потерпели поражение  в Каракилисском сражении, прошедшем с 26 по 28 мая. Вехип паша отмечал: «... пока им [армянам] угрожает опасность, они предпочтут умереть в бою».
Назарбеков нуждался в подкреплении и Силикову пришлось послать оба ванских полка к селу Семеновка на дороге Эривань—Дилижан. Оставшиеся войска, кроме полка Дро, он собрал у Сардарапата и моста Маркары.
В этом положении был встречен мирный договор, подписанный в Батуме 4 июня.

## Последствия
Турецкая 12-я пехотная дивизия, по неизвестным причинам оставшаяся неактивной в недавних боях, перешла Аракс у Каракале и присоединилась к 11-й Кавказской дивизии. Между 7 и 9 июня все ещё происходили столкновения между османами и армянскими добровольческими отрядами, отказавшимися признать мирный договор. Турки взяли под контроль Джульфинскую железную дорогу у станций Сардарапата, Эчмиадзина и Улуханлу. При этом они воздержались от взятия  эриванской железнoдорoжной ветки.
Провозглашенная 28 мая 1918 Первая Республика Армения была вынуждена принять тяжелые условия Османской империи в Батуме. Территория Армении ограничивалась до 10,000 квадратных километров, что составляло менее половины Эриванской губернии. 2 июня, когда пришли вести о победах армянских сил в окрестностях Эривани, османская делегация «во имя дружеских отношений» выделило Армении ещё 1000 квадратных километров. Батумский договор о мире и дружбе, подписанный 4 июня, оставил Армении Ново-Баязетский уезд и восточные части Александропольского, Эриванского, Эчмиадзинского и Шарур-Даралагезского уездов. Кроме того, Армения обязывалась обеспечить религиозные и культурные права местных мусульман, значительно уменьшить армию, изгнать всех представителей стран, враждебных Центральным державам и гарантировать беспрепятственное прохождение османских войск и припасов через территорию республики. Если Армения нарушала какое-нибудь из обязательств, Османская империя получала право на интервенцию. Обмен ратифицированными договорами должен был пройти через месяц в Константинополе. В тот же день Азербайджан и Грузия также подписали договора с Османской империи, но условия, навязанные Грузии, были не такими жесткими, а азербайджано-османский документ больше соответствовал принципам союза.
Генерал Андраник, относившийся к Республике Армения как к турецкому заложнику и расценивавший Батумский договор как диктат, прибыл в Зангезур c ополчением в три-пять тысяч человек, за которым последовали многие тысячи армянских беженцев из Османской империи. Местные армянские лидеры поддержали Андраника. Андраник начал разрушение мусульманских сел и резню азербайджанского населения . Разрушения, наводимые Андраником, вызвали в Эривани протест Халил-паши, который угрожал армянскому правительству возмездием. В ответ, премьер-министр Каджазнуни заявил, что не имеет власти над партизанами и напомнил Халил-паше, что Нури-паша провозгласил всю Елизаветпольскую губернию территорией Азербайджана и запретил армянским войскам находиться в Зангезуре, так что Армения не в ответе за события в Зангезуре.
Спустя несколько месяцев, в ноябре 1918 года поражение стран четверного союза в первой мировой войне, заставило турок вернуться к границам 1914 года и позволило Армении не только восстановить утраченную территорию, но и включить в неё Карскую провинцию. Однако этот успех создал ложное впечатление о могуществе армянской армии, которое затем привело к крупным неудачам в войне 1920 года, в результате которой были потеряны значительные территории и с большим трудом была сохранена страна как таковая.

## Память

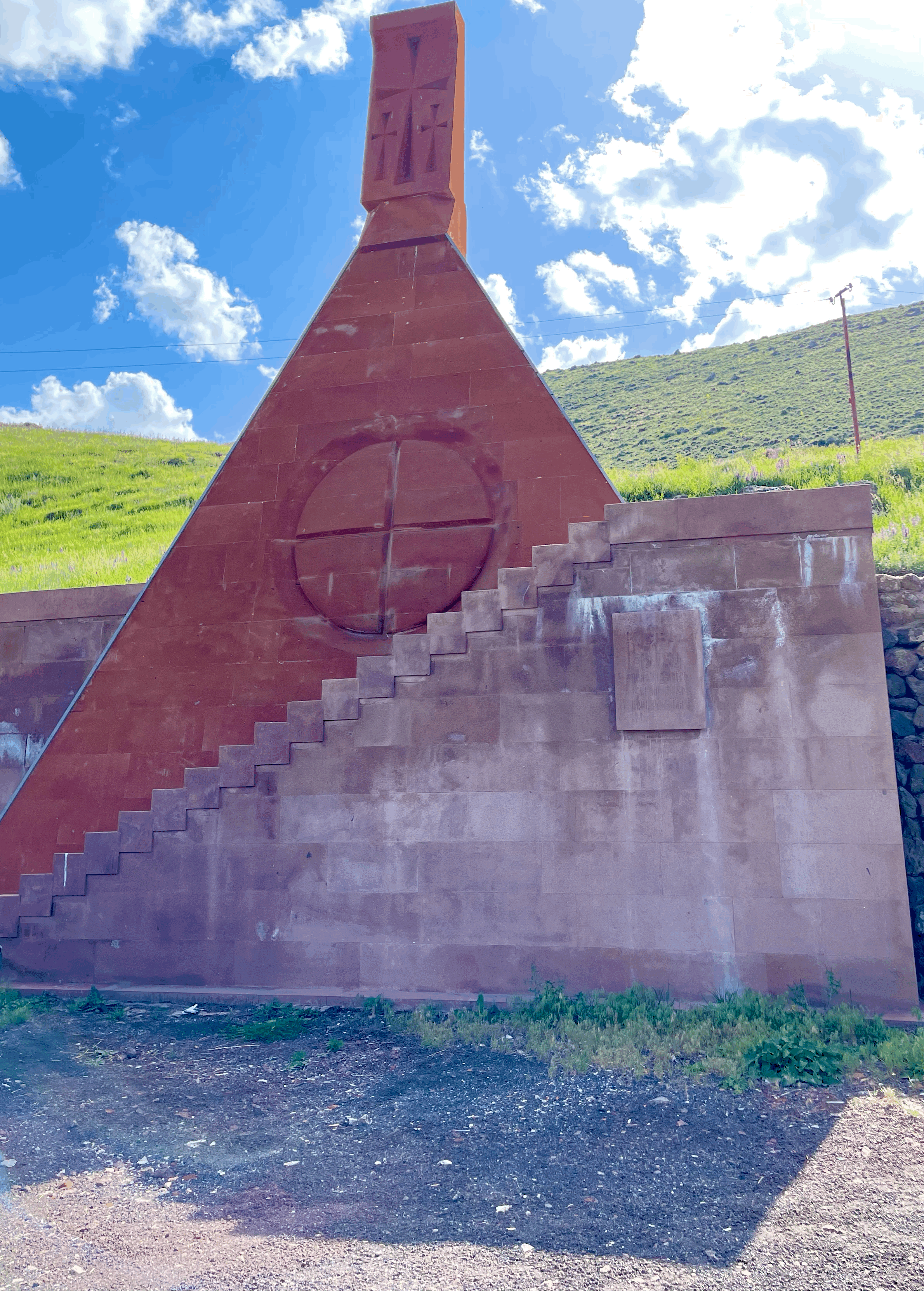
Мемориал, построенный у Монастыря Хогеванк села Сарнахбюр[арм.] в память воинов-участников Сардарапатского сражения.
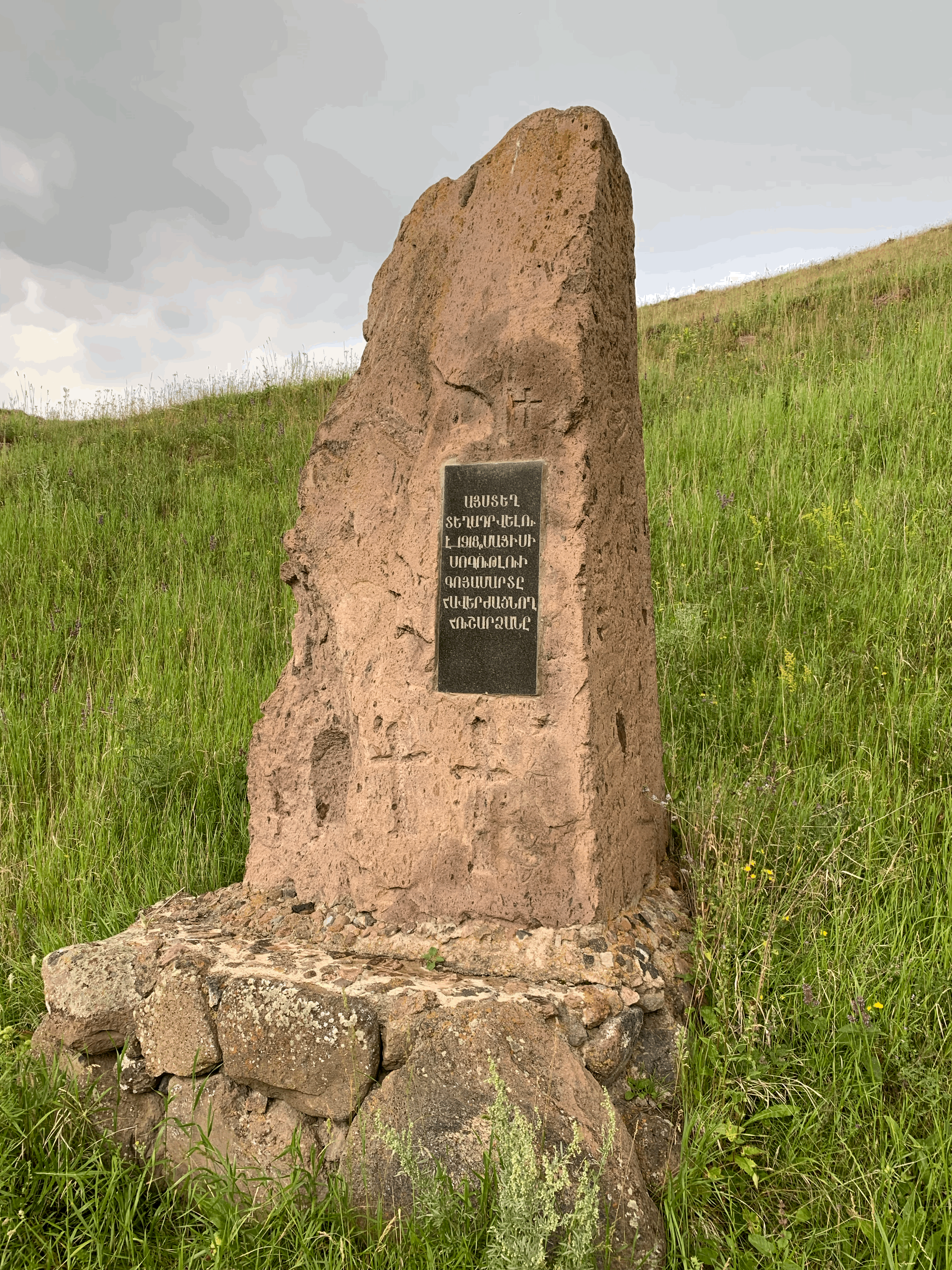
Памятник воинам вблизи Монастыря Хогеванк, принимавших участие в майских сражениях

## Примечание
1. ↑  From Ashes and Dust: Rebirth of Armenia through the Collapse of Two Empires by Andrew Andersen and Georg Egge. Дата обращения: 30 мая 2017. Архивировано 6 мая 2016 года.
2. ↑  В.М. Муханов. Кавказ в революционную пору. К истории Закавказья в 1917-м — первой половине 1918 г. // Кавказ в переломную эпоху (1917-1921 гг.) / М.А. Колеров. — Москва, 2019. — С. 31—32. — 360 с. — ISBN 978-5-905040-47-4.
3. ↑  В.М. Муханов. Кавказ в революционную пору. К истории Закавказья в 1917-м — первой половине 1918 г. // Кавказ в переломную эпоху (1917-1921 гг.) / М.А. Колеров. — Москва, 2019. — С. 101. — 360 с. — ISBN 978-5-905040-47-4.
4. 1 2  George Bournoutian / The Iran-Turkey-Armenia Borders as Depicted in Various Maps /Iran and the Caucasus, Volume 19, Issue 1, 2015; pages 97 — 107 ISSN: 1609-8498THE TURKISH-ARMENIAN BORDER, 1918—1921

Following the collapse of the Tsarist regime, the Bolsheviks, by the Treaty of Brest-Litovsk (March 3, 1918), gave up the entire territory Russia had gained after the 1877-78 Russo-Ottoman War (i.e. Kars, Ardahan, Olti, Kagizman, Batum) to the Turks. By May of that year, Georgia, Azerbaijan and Armenia had formed independent republics. The pre-1878 Russo-Ottoman border now separated Turkey, Georgia, and Armenia. The Turks immediately invaded Armenia and by the beginning of June of that year the Armenian Republic was forced to sign the Treaty of Batum (June 4, 1918), which resulted in the loss of half its former territory, including Nakhichevan, Sharur, Surmalu, and half of the Eǰmiacin and Alexandropol districts to the Turks. The end of the World War (November 1918) and the defeat of the Central Powers forced the Turks to move back to their 1914 borders and enabled Armenia not only to regain its lost territory, but to also move into the Kars Province (see map 2) (Bournoutian 2012: 311—312).The Treaty of Sèvres (August 10, 1920) and President Wilson’s boundary for a large Armenian state, gave hope to the Armenian Republic. Ten days later, however, the Turks and the Bolsheviks made an agreement in Moscow repudiating all former treaties with the Tsarist government and refusing to accept the Sèvres treaty. Having been assured of Soviet noninterference and relying on European inaction, the Turks attacked Armenia in late September. By mid-November, the Turks had recaptured all the territory they had controlled prior to their withdrawal in November 1918. The collapse of the short-lived Armenian Republic and Sovietisation of Armenia (December 2, 1920), once again altered the borders between Turkey and Armenia. By the Treaty of Moscow (March 16, 1921), Russia and Turkey delineated the present-day borders, which were then accepted by Armenia, Georgia and Azerbaijan in the Treaty of Kars in October 13, 1921 (see map 2) (ibid.: 312—313).5 As noted, Iranian historians argue that the Soviet Union had no right to hand the strip of land between the Upper Kara-Su and the Arax River (see B in map 2) to the Turks in the treaties of Moscow and Kars. In their opinion, the narrow corridor connecting Turkey to Nakhichevan belonged to Iran (Faraǰī 2012: 32). It is important to note that a number of 18th-century maps include the strip as being part of the governorship of Maku and not part of the Surmalu district of Yerevan. As will be seen, Iran tried to regain the strip during its negotiations for a final border with Turkey
5. ↑  Энциклопедия «Гражданская война и военная интервенция в СССР» / ст. «Армяно-турецкая война 1918» / ред. С. С. Хромов, Н. Н Азовцев; Изд. Сов. энциклопедия, М. 1983 г. — с. 47; 702 с. Оригинальный текст (рус.)В янв, 1918, нарушив заключённое в дек. 1917 перемирие на Кавк. фр. 1-й мир. войны, тур. войска начали наступление и приблизились к границам Закавказья. 3 марта был подписан Брестский мир 1918. По ст. 4 договора рус. войска должны были оставить Ардаганский, Карсский и Батумский округа. Закавказский сейм не признал договор и начал в марте в Трапезунде сепаратные переговоры с Турцией, которые результата не дали — Турция отвергла предложения о признании границ 1914. В марте тур. войска заняли Эрзурум, в апр.— Сарыкамыш, Батум и Карс. Наступление сопровождалось резнёй арм. населения. 12 апр. 1918 пр-во Сов. России в ноте Германии выразило протест по поводу зверств, чинимых в ходе германо-турецкой интервенции в Закавказье. 9(22) апр. 1918 Закавк. сейм провозгласил независимую Закавказскую демократическую федеративную республику (ЗДФР). Турция признала её и в мае согласилась на перемирие, Батумские переговоры из-за неприемлемых требований тур. стороны зашли в тупик. 15 мая тур. войска нарушили перемирие, заняли Александрополь, стали наступать на Караклис и Эривань. Вскоре они вышли на подступы к Эривани. Положение Армении было критическим. Население поднялось на самоотверженную борьбу против интервентов, создавались отряды нар. ополчения, к-рые помогали нац. арм. частям. 21 мая тур. войска взяли село и ст. Сардарапат, угрожая захватить Эривань. 22 мая арм. отряды отбили Сардарапат, в окрестностях к-рого бои продолжались до 26 мая. Тур. войска были вынуждены отступить. Одноврем. 24—28 мая упорные бои развернулись у Караклиса. Арм. нац. частям и отрядам крестьян удалось остановить наступление тур. войск, к-рые понесли значит, потери. Тогда же турки потерпели поражение в р не Баш-Апарана. Победы армян предотвратили захват Эривани и всей Вост. Армении. Арм. народ, остановив продвижение тур. войск, тем самым оказал помощь Бакинской коммуне 1918, т. к. турки стремились через Армению пройти на Баку и подавить там Сов. власть. В эти же дни прекратила существование ЗДФР, были образованы бурж. республики Азербайджана, Армении, Грузии. Турция продолжила переговоры в Батуме с каждой из них в отдельности. 4 июня 1918 между Турцией и Арменией был заключён «Союз мира и дружбы», условия к-рого оказались значит, тяжелее, чем условия Брест-Литов. договора.
6. 1 2  Richard G. Hovannisian. Armenia’s Road to Independence // The Armenian People from Ancient to Modern Times. Vol. II. Foreign Dominion to Statehood: The Fifteenth Century to the Twentieth century. — Palgrave Macmillan, 2007. — С. 293. — 493 с. — ISBN 0312101686. — ISBN 9780312101688.
7. ↑  Richard G. Hovannisian. Armenia’s Road to Independence // The Armenian People from Ancient to Modern Times. Vol. II. Foreign Dominion to Statehood: The Fifteenth Century to the Twentieth century. — Palgrave Macmillan, 2007. — С. 294. — 493 с. — ISBN 0312101686. — ISBN 9780312101688.
8. 1 2  Richard G. Armenia’s Road to Independence // The Armenian People from Ancient to Modern Times. Vol. II. Foreign Dominion to Statehood: The Fifteenth Century to the Twentieth century. — Palgrave Macmillan, 2007. — С. 295. — 493 с. — ISBN 0312101686. — ISBN 9780312101688.
9. ↑  Е. Лудшувейт. Турция в годы Первой Мировой войны 1914-1918 гг: военно-политический очерк. — Изд."Московского университета", 1966. — С. 185. — 385 с.Оригинальный текст (рус.)Одновременно турецкие власти организовали в Александропольском уезде страшную резню армян — беженцев из Сарыкамыша, Карса, Ардагана, Олту и других местностей, оккупированных к тому времени турецкими войсками. Опираясь на Александрополь, турецкие войска с 18 мая приступили к захвату еще не занятой ими территории Восточной Армении
10. ↑  Richard G. Hovannisian. Armenia’s Road to Independence // The Armenian People from Ancient to Modern Times. Vol. II. Foreign Dominion to Statehood: The Fifteenth Century to the Twentieth century. — Palgrave Macmillan, 2007. — С. 296. — 493 с. — ISBN 0312101686. — ISBN 9780312101688.
11. 1 2 3 4 5 6 7 8 9 10 11 12 13 14 15 16 17 18  Allen, Muratoff, 1953.
12. 1 2 3  Reynolds, Michael. Shattering Empires: The Clash and Collapse of the Ottoman and Russian Empires, 1908-1918 (англ.). — P. 211.
13. 1 2  Allen, Muratoff, 1953, p. 476: «Таким образом, Силиков и Дро, имея численное равенство с противником, достигли значительных успехов. Однако 36-й и 5-й дивизиям турок удалось нанести поражение Назарбекову, и положение Ереванской группы стало отчаянным.».
14. ↑  Hohanissian, Richard G. (1997) The Armenian People from Ancient to Modern Times. New York. St. Martin's Press, 299
15. ↑  Walker, Christopher. Armenia: The Survival of a Nation (англ.). — New York: St. Martin’s Press, 1980. — P. 254. — ISBN 0-7099-0210-7.
16. ↑  Richard G. Hovannisian. The Republic of Armenia, Volume 1. — С. 35—37.
17. ↑  Robert Gerwarth, John Horne. War in Peace: Paramilitary Violence in Europe After the Great War. — С. 179.Оригинальный текст (англ.){{{2}}}In 1918, Andranik rejected the Treaty of Batum as a Turkish dictate and moved to Zangezur with a paramilitary division estimated to have three to five thousan men, followed by many thousands of Ottoman Armenian refugees. In the self-proclaimed «Republic of Mountainous Armenia», comprising the multi-ethnic districts of Nakhichevan, Zangezur and Karabakh, Andranik’s paramilitary units massacred and expelled the Azeri population.
18. ↑  Richard G. Hovannisian. The Republic of Armenia, Volume 1. — С. 87-88.
19. ↑  Andrew Andersen, Georg Egge. Turkish-Armenian War and the fall of the First Republic. Турецко-армянская война и падение Первой республики. Арменикум. www.conflicts.rem33.com. Дата обращения: 4 ноября 2019. Архивировано 14 сентября 2017 года.